# Улица Герцена (Вологда)
У́лица Ге́рцена (бывшая Екатери́нинская Дворя́нская у́лица) — улица в Вологде, одна из центральных городских магистралей. Проходит от улицы Мира (от Винтеровского моста) до железнодорожной линии Вологда — Москва. Начало улицы расположено в административном центре города, где находится здание администрации Вологодской области. Большая часть улицы находится в историческом районе Нижний посад. На улице сохранилось несколько деревянных памятников архитектуры.

## История
Первые упоминания о территории, находящейся в непосредственной близости от современной трассы улицы Герцена относятся к XVII веку. В 1654 году здесь, между будущими Пушкинской и Предтеченской улицами был основан Свято-Духов монастырь. Постепенно улица, шедшая от речки Золотухи до реки Шограш, застраивалась домами мелкопоместных дворян, что дало ей название Дворянской. Так как это было не единственное место с дворянскими усадьбами (также в городе была Дворянская улица по другую сторону Золотухи, получившая впоследствии именование Владимирской Дворянской), то при утверждении Екатериной II Генерального плана Вологды в 1781 году улица получила название Екатерининской Дворянской по имени церкви, на ней стоявшей. На тот момент на улице располагалось несколько бакалейных лавок, питейные заведения и несколько мастерских. На Золотухе, неподалёку от монастыря, имелась водяная мельница, там же находилась водолечебница доктора Шадрина.
В конце XVIII века возле Винтеровского моста был построен первый на улице трёхэтажный каменный дом. Сооружённый сперва как ночлежка, в скором времени он был переоборудован в качестве пересыльной тюрьмы.
В 1830 году при соединении Обуховской Дворянской (совр. Октябрьской) и Екатерининской Дворянской улиц, через реку Золотуха был сооружён деревянный мост, который перестроен в 1887 году по проекту инженера Винтера, получив название Винтеровский. В 1877 году Екатерининская Дворянская улица считалась одной из самых протяжённых в городе, на ней насчитывалось 69 домов. В конце XIX — начале XX века застройка заканчивалась в районе Петропавловской улицы. В этот период возводились деревянные дворянские и купеческие особняки, а также доходные и частные дома. Улица имела булыжную мостовую до Малой Козлёнской улицы.
Во время пребывания в Вологде с февраля по июль 1918 года на Екатерининской Дворянской улице находился дипломатический корпус. В доме № 31 (здание не сохранилось) располагалось французское, а в доме № 35 (дом Пузан-Пузыревского) американское посольство. 16 октября 1918 года Екатерининская Дворянская была переименована в честь писателя-публициста, революционера А. И. Герцена.
В 1936—1939 годах в конце улицы Герцена, в кварталах между улицами Козлёнской, Рабочей, Ветошкина и Яшина, был построен посёлок УСЖД (Управления Северной железной дороги), состоящий из двухэтажных деревянных домов. В этот период продолжается благоустройство улицы: в 1928 году булыжное покрытие получил участок до Новинковской (современная Яшина) улицы, а в 1938 году до улицы Левичева.
В середине 1950-х годов на улице Герцена построено несколько жилых и административных зданий. В 1955—1958 годах была асфальтирована проезжая часть, а в 1960-62 годы улицу расширили до 12 метров с устройством тротуаров и ливневой канализации на месте палисадников. В 1965 году Винтеровский мост был перестроен и заменён железобетонными конструкциями.Массовое строительство по типовым проектам, развернувшееся в 1960-1980-х годах, сопровождалось уничтожением исторической застройки улицы. Так были разрушены Свято-Духов монастырь (на его месте построены дома № 14 и 16) и Екатерининская церковь на перекрёстке с Предтеченской улицей. 1 октября 1981 года улица Герцена была соединена с улицей Маршала Конева тоннелем под рекой Шограш. В 1986 году этот участок был реконструирован: тоннель был проложен под железнодорожными путями, а над рекой Шограш построен мост. В начале улицы Герцена сформирован административный центр города — (площадь Дрыгина) со зданиями Правительства Вологодской области, Законодательного Собрания Вологодской области, Вологодской городской Думой, Арбитражного суда Вологодской области и Управления Федеральной налоговой службы по Вологодской области.

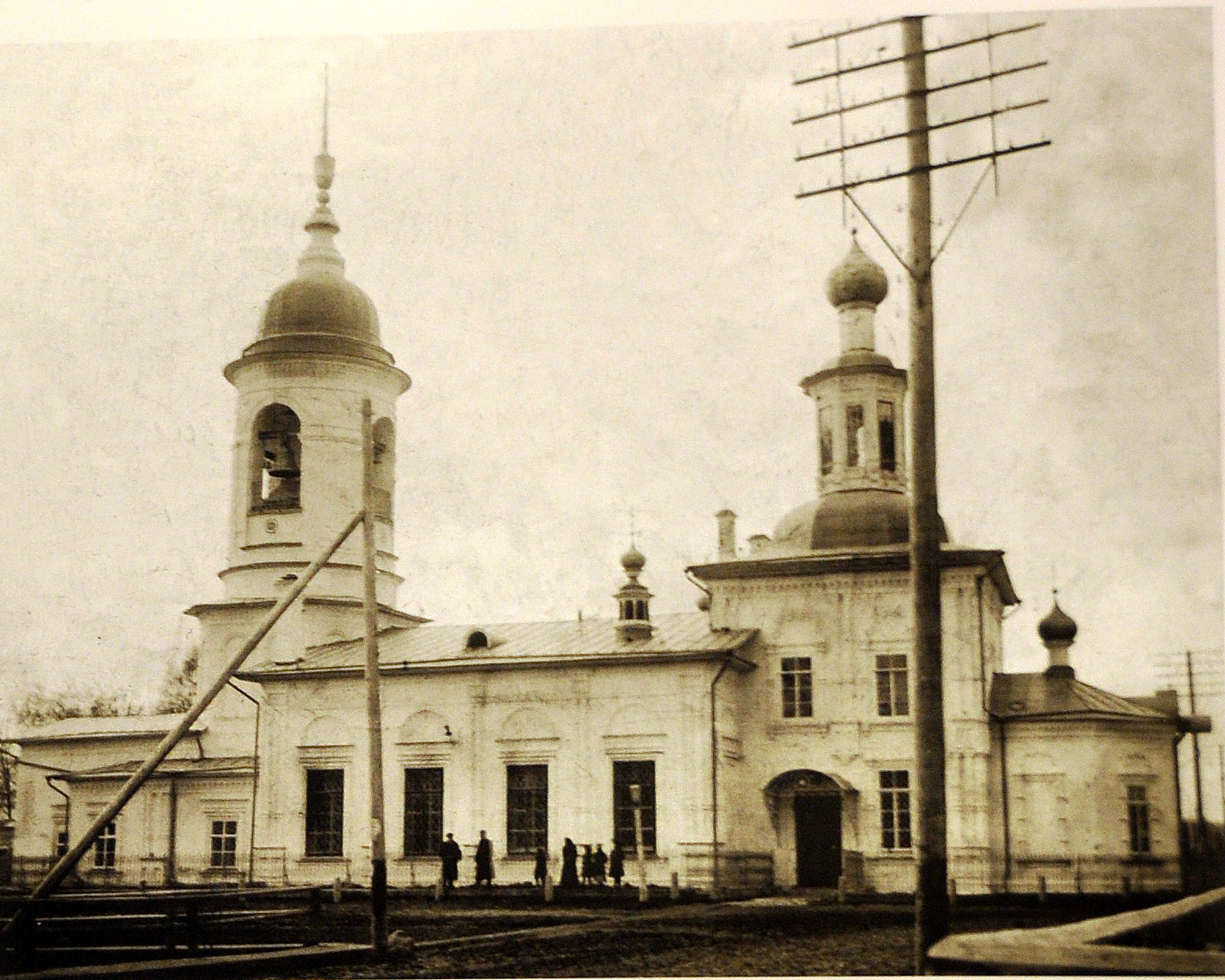
Церковь Екатерины во Фроловке, по имени которой улица получила часть своего исторического названия. Фото начала XX века.
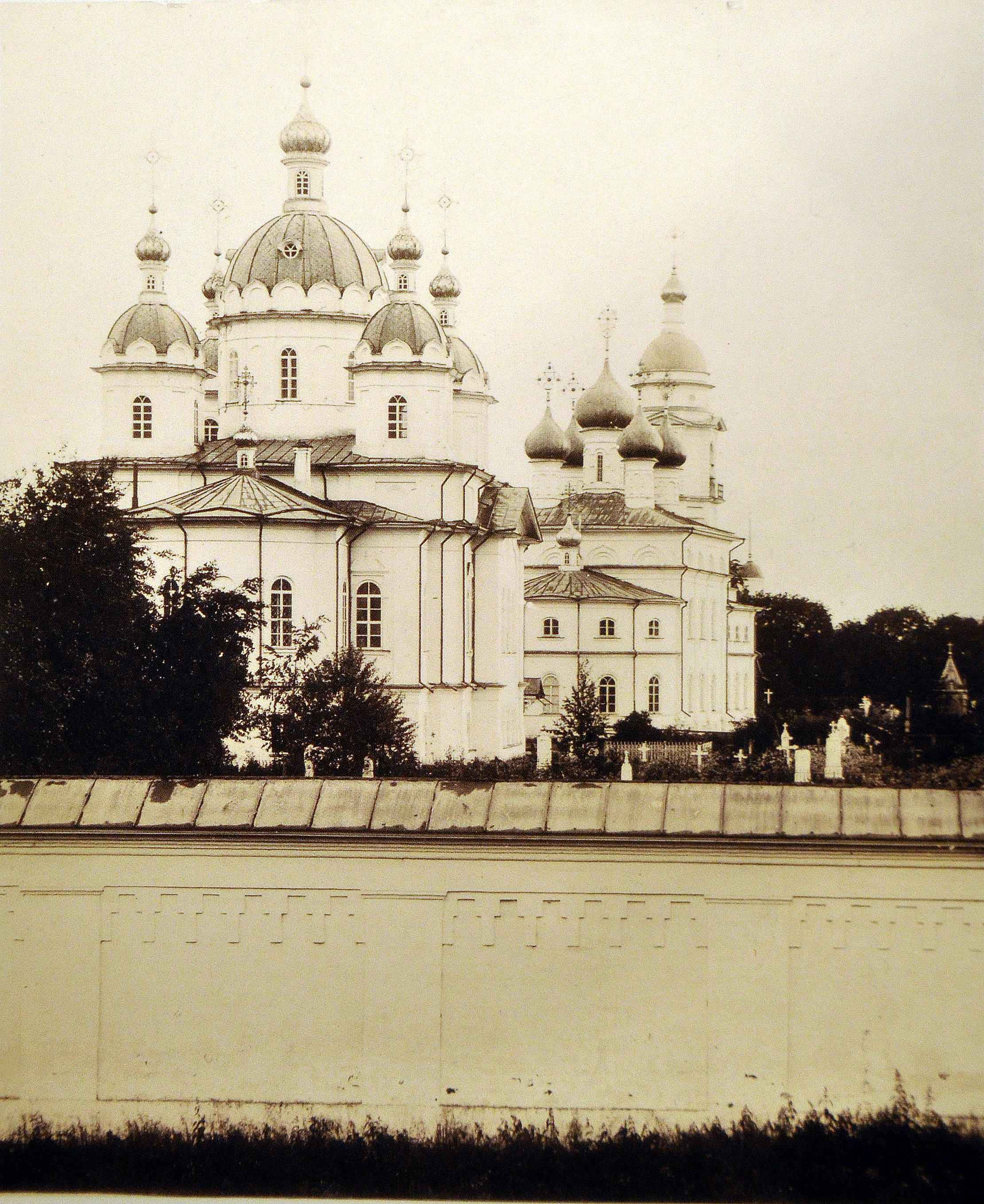
Вид на Свято-Духов монастырь со стороны Екатеринской Дворянской улицы. Фото начала XX века.
Дом дворянина Левашова на Екатерининской Дворянской улице. Фото начала XX века.

## Здания и сооружения

### По нечётное стороне
| Логотип конкурса «Вики любит памятники» | Объект культурного наследия: № 3510013000 |

| Логотип конкурса «Вики любит памятники» | Объект культурного наследия: № 3510015002 |

### По чётное стороне
| Логотип конкурса «Вики любит памятники» | Объект культурного наследия: № 3510014000 |

| Логотип конкурса «Вики любит памятники» | Объект культурного наследия: № 3510016000 |

## Транспорт
После реконструкции 1950-х годов по улице Герцена осуществлялось регулярное движение автобусов маршрута № 5 до Новинковской улицы (современная улица Яшина), а затем до Мясокомбината. 20 марта 1980 года открылся участок троллейбусной линии маршрута № 2 (ГПЗ-23 — улица Рабочая). В середине 1980-х годов по улице осуществляется движение автобусных маршрутов № 4 (Облисполком — Электротехмаш), № 5 (Мохова — Мясокомбинат), № 17 (Облисполком — 6-й микрорайон), троллейбусных № 2 (ГПЗ-23 — Льнокомбинат) и № 3 (Вокзал — Льнокомбинат). В начале 2000-х годов по улице следовали маршруты автобусов № 5, 6, 17, 25, 27 и троллейбусов № 2, 2а, 3 и 6.